# 叶夫根尼·米哈伊洛维奇·哈里托诺夫
叶夫根尼·米哈伊洛维奇·哈里托诺夫（羅馬化：Yevgeniy Mikhaylovich Kharitonov；1946年10月4日—）是俄罗斯政治人物，于1994年至1996年间担任第三任克拉斯诺达尔边疆区行政长官。1996年1月23日至1996年7月17日，他也担任联邦委员会议员。